# روب بجورکمن
روب بجورکمن (انگلیسی: Rube Bjorkman؛ زادهٔ ۲۷ فوریهٔ ۱۹۲۹) بازیکن هاکی روی یخ اهل ایالات متحده آمریکا است.